# Јежева кућица
Јежева кућица је књижевно дело за децу, аутора Бранка Ћопића, настала 1949. године. Она је уједно и једно од његових најпознатијих дела и чита се као лектира у првом разреду основне школе. Дело Јежева кућица је дефинисано као песма или басна у стиху. Дело је епско-лирског књижевног рода.
Главни јунак дела је Јежурка Јежић који је представљен као врстан ловац који јако цени свој скроман дом и храбар је да брани свој став и кад остали не мисле тако и ругају му се. Поред њега, јунаци басне су лисица Мица, вук, медвед и дивља свиња. Порука дела је да треба волети и ценити своју кућу или земљу, без обзира каква је она.
Бранко Ћопић је навео како је ово дело намењено "деци и осетљивима". То је басна за децу која обилује симболима и важним особинама ликова.

## Радња
Описује се живот Јежурке Јежића коме једног дана стиже писмо од лисице са позивом на гозбу у њеном дому. Јеж одлази код лисице на ручак и поздравља је свечаном здравицом, након чега је уследио диван и обиман ручак. Кад је пао мрак, јеж је изјавио да мора да оде кући, на шта га лисица стане убеђивати да преноћи код ње. Јеж одбија да остане речима да му је дражи његов дом: 
Кућице моја, најлепши рају!
 Одласком јежа, лисица се запита зашто ли јеж толико воли своју кућу, убеђена да мора да он живи у богатој кући. Одлучује да га прати и сазна зашто он тако чезне за својом кућом. Пратећи јежа, лисица наилази на вука, медведа и дивљу свињу. Свако од њих има своје асоцијације куда се лисица упутила, да је видела овцу, језеро меда, односно место на коме се добро једе. Лисица свима објашњава да је одлучила да прати јежа и они јој се придружују на путу. Стигавши до јежеве кућице, сви остају разочарани његовом кућом, док јеж срећан објашњава: 
Ма какав био мој родни праг,
он ми је ипак мио и драг.

 Лисица схвата зашто јеж цени свој дом, док му се преостале три животиње ругају. Прича се завршава тужном судбином три животиње, док Јежурка Јежић наставља да живи свој једноставан живот.

## Адаптација
Сликовница Јежева кућица је настала 1957. године, а осликао ју је Вилко Глиха Селан. Сликовница је достигла велику популарност у Србији, Босни и Херцеговини и Хрватској, са реиздањима и из 2015. године.
Предраг Бјелошевић је драматизовао књижевно дело за дечији театар. Дело се већ годинама изводи у разним дечијим позориштима на овим просторима.
Дело је 2005. године у Врбасу доживело  премијеру као дечија опера у којој су учесници била искључиво деца. Музику за оперу су компоновале Исидора Недовић и Верица Пејић,  а 2025. оркестрацију је написао Александар Којић.    У преводу на енглески језик дело је изведено као дечија опера премијерно 2012. године у Лондону, а изводили су је делом одрасли глумци, а делом деца. Дело је најпре преведено на енглески језик од стране Сузан Кертис под називом Hedgehog’s Home, а у оперу га је претворила Емили Ледер у сарадњи са сопранисткињом Елинор Моран.
Наредне године хрватско-канадска ауторка Ева Цвијановић започела је копродукцију овог дела у краткометражни анимирани филм. Снимање је започето у Загребу и очекује се да филм буде завршен 2016. године. На филму сарађују Раде Шербеџија, Дарко Рундек и Тим Ален.
На кулинарској емисији у Хрватској 2016. године, јело маринираног вепра је представљено под називом Јежева кућица.
Неколико предшколских установа у Србији и Босни и Херцеговини носе назив Јежева кућица по овом делу Бранка Ћопића.

## Политички утицаји
Због политичке ситуације деведесетих година прошлог века, Јежева кућица је избачена из списка лектира у Хрватској због националности Бранка Ћопића, али је једна штампарија ипак издавала ово његово дело, додуше без навођења имена аутора на корицама. Предлагано је превођење Јежеве кућице на хрватски језик.